# 下呂の田の神祭

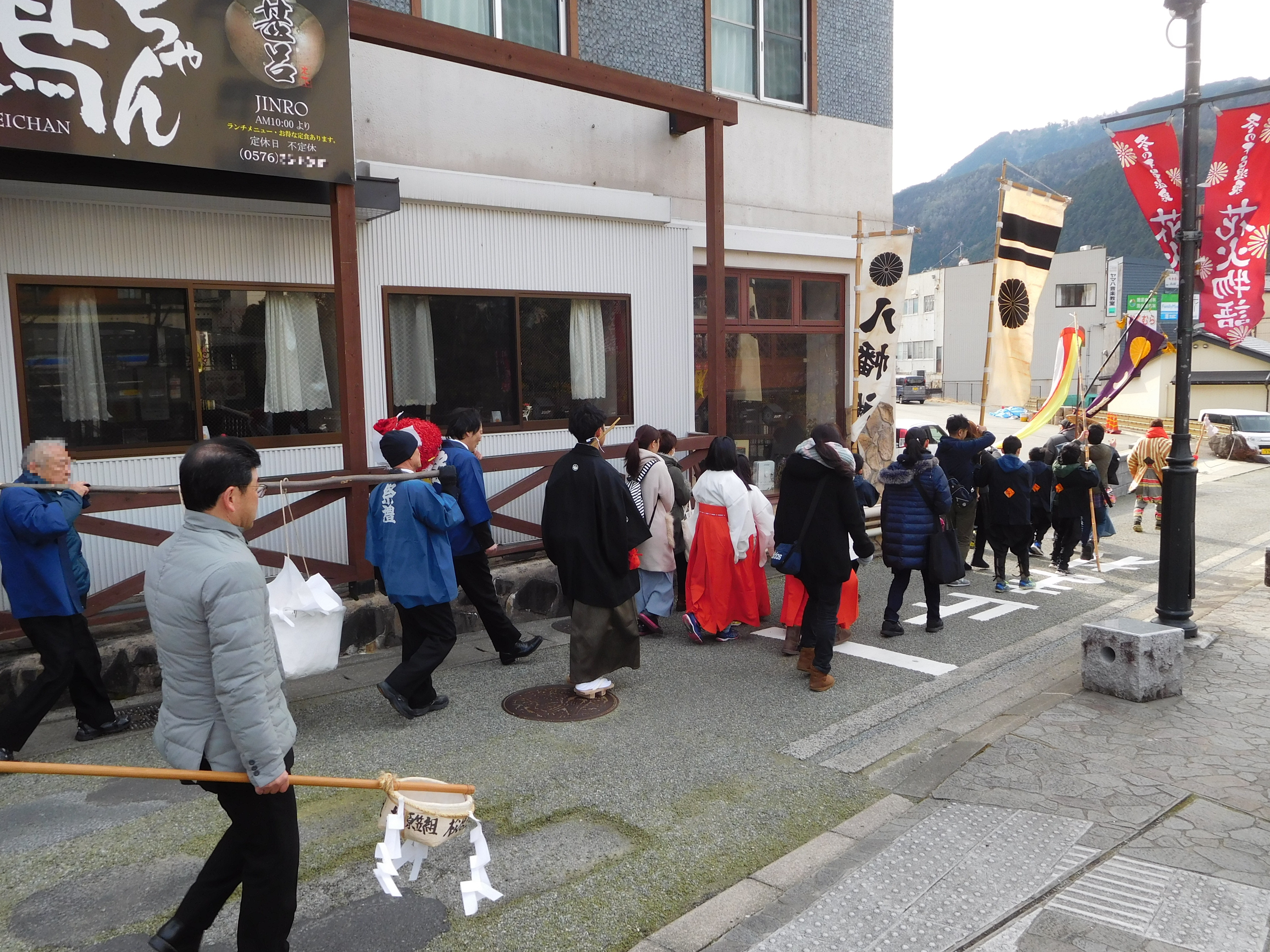
下呂の田の神祭り
笠宿から下呂温泉合掌村へ練り歩く人々

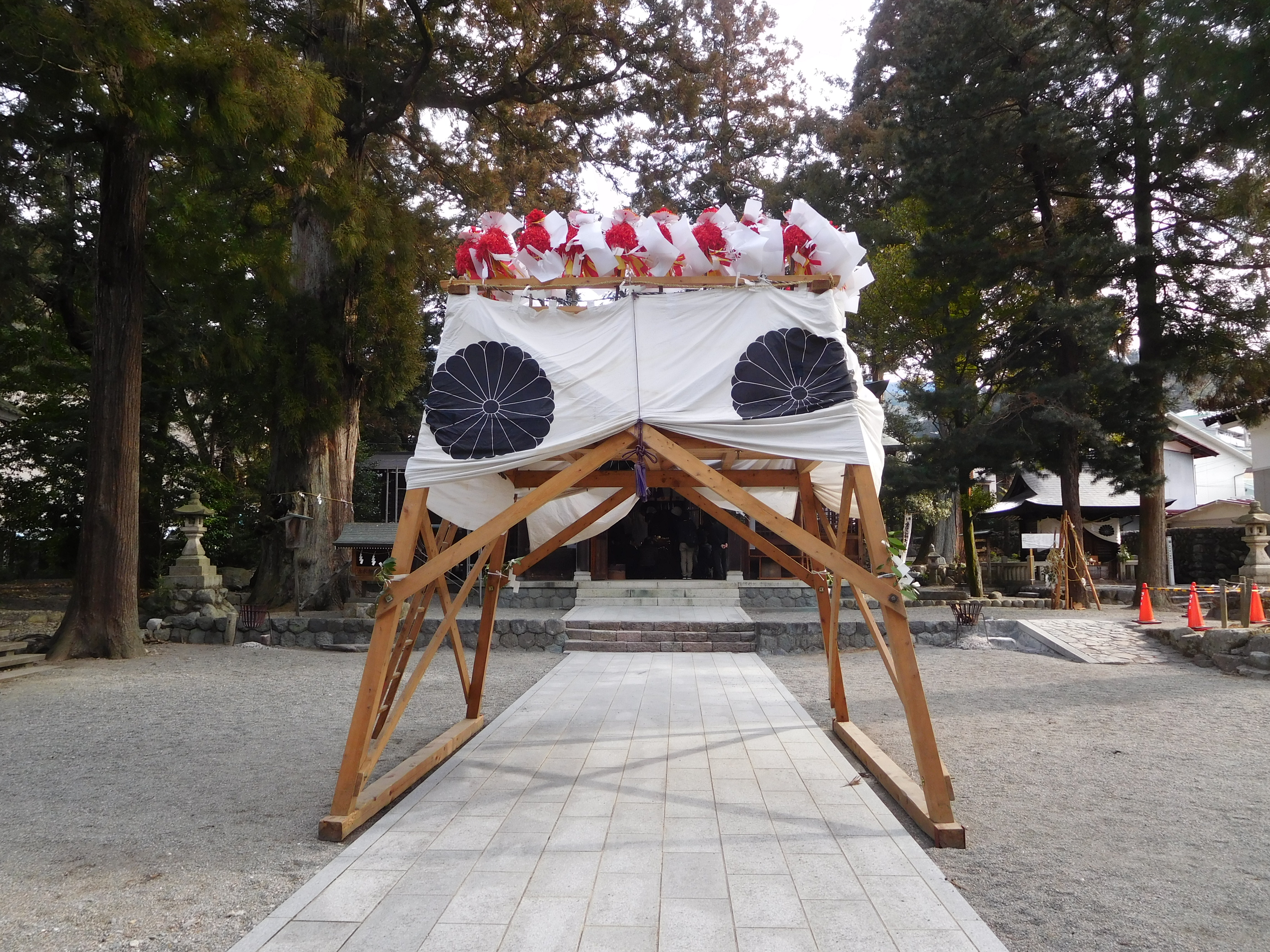
下呂の田の神祭り
笠投げの櫓

下呂の田の神祭（げろのたのかみまつり）は、岐阜県下呂市森の、森水無八幡神社に伝わる祭りである。1981年（昭和56年）1月21日に重要無形民俗文化財に指定された。
創始年代は不明であるが、「田遊び」がその元となっているとされる豊作予祝祭である。明治初年までは1月14日に行われていたが、現在は2月7日から14日までの8日間に亘って祭事が行なわれる。圧巻は、花笠をかぶった踊り子たちが踊りを披露、会場に設けられたやぐらから一斉に観客にむかって花笠、だんご、小竹箸などを投げ入れ、奪い合いとなる場面である。その間に踊り子は、かぶった笠をふところに納め、踊りながら祭場から出て行く。
この「下呂の田の神祭」の芸能は、昔の祭をそのまま現代に伝えるものであり、祭礼としてだけではなく貴重な文化遺産として保護・伝承して行く必要のあるものである。